# Aphaiatempel

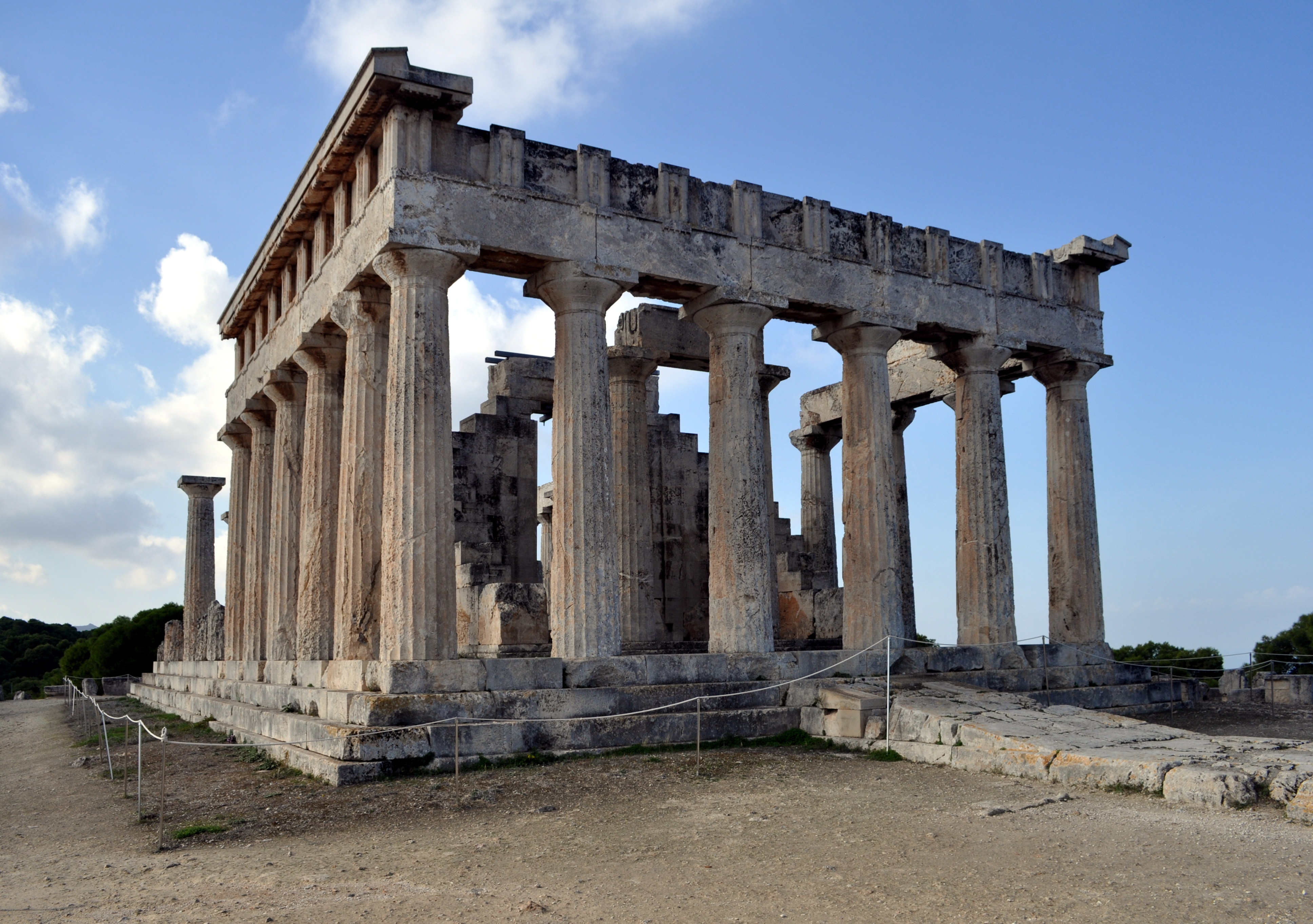
Ruinen des Aphaia-Tempels auf Ägina

Plan des Heiligtums

Das auf einer Bergkuppe gelegene Heiligtum der Aphaia befindet sich auf der griechischen Insel Ägina, zwischen dem Hafen Athens und dem Küstenstrich von Epidauros. Schon in mykenischer Zeit wurden hier der Fruchtbarkeitsgottheit Aphaia Opfergaben dargebracht. Um 570 v. Chr. wurde an derselben Stelle ein steinerner Prostylos-Tempel errichtet, der ungefähr 70 Jahre später durch einen spätarchaischen Peripteros, einen allseits von Säulen umgebenen Tempel, ersetzt wurde. Das Heiligtum verfiel seit dem 1. Jahrhundert v. Chr. Einmalig sind die 1811 entdeckten Giebelskulpturen („Aegineten“) des Tempels, da die Figuren aus dem Westgiebel noch der Archaik angehören, die des Ostgiebels aber schon der Frühklassik. Sie bilden somit einen wichtigen Anhaltspunkt zur Datierung der Stile. Die Figuren befinden sich heute in der Münchner Glyptothek.

## Heiligtum der Aphaia
Das Heiligtum der Aphaia geht bis ca. 2000 v. Chr. zurück, wo die Göttin im Hain mit einer Höhle verehrt wurde, ohne dass ein Tempel errichtet war. Dieser Bereich wurde im Laufe der Zeit durch ein Temenos abgegrenzt.
Im 6. vorchristlichen Jahrhundert, gegen 570 v. Chr., wurde ein erster Kalksteintempel zu Ehren der Göttin auf einer aufgeschütteten Terrasse errichtet. Dieser bestand aus einer Vorhalle, dem Pronaos, der Haupthalle, der sogenannte Cella und einer dahinterliegenden Halle, dem sogenannten Opisthodom. Ein Säulenkranz um den Tempel herum bestand nicht. In dieser Zeit wurde eine ca. 14 m hohe Säule im Nordosten des Tempels errichtet, die eine Marmorsphinx trug.
Gegen 520 v. Chr. zerstörte ein Brand im Dachstuhl den Tempel, so dass dieser abgerissen wurde und in der Zeit von 510 v. Chr. bis 490/480 v. Chr. als Peripteros neu aufgebaut wurde. Der Altar wurde dabei umgesetzt, so dass er nun auf die Mittelachse des Tempels ausgerichtet war. Die Säule mit der Marmorsphinx blieb von den Umbauarbeiten unbehelligt, wurde also nicht zerstört.
Seit 500 v. Chr. erhielt die ursprüngliche Göttin der Aegineten, Aphaia, Gesellschaft von Athena, die nun als eigentliche Schutzgöttin der Insel fungiert.

## Giebel
Nach der Entdeckung 1811 wurden die Giebelskulpturen von Johann Martin von Wagner für den Kronprinzen Ludwig von Bayern erworben. Sie befinden sich heute in der Glyptothek in München.
Die Zeit des Aufbaus des zweiten Tempels ab 510 v. Chr. markiert einen Wendepunkt in der kulturgeschichtlichen Entwicklung, nämlich den Übergang von der Archaik zur frühen Klassik. Dies wird deutlich in der Darstellung der Giebelfiguren: Die Figuren im Westgiebel folgen der Darstellungsweise der Archaik, die des Ostgiebels der Darstellungsweise der Klassik.
Im älteren Westgiebel ist der zweite Kampf um Troja dargestellt, im jüngeren Ostgiebel der erste Kampf um Troja.

### Westgiebel
Entsprechend der Archaik sind die Figuren eher starr, stehen für sich alleine und bilden keine Einheit. Es handelt sich vielmehr um eine Aneinanderreihung von Einzelformen.
Dargestellt sind unter anderem Aias (Ajax), der aufgrund des Adlers auf seinem Schild identifiziert werden kann. In der Mitte steht Athena, die Schutzgöttin der Aegineten, also der Bewohner der Insel Ägina. Athena greift hier kaum in das Geschehen ein, lediglich ihr linker Fuß wendet sich nach links – ansonsten bleibt sie weitgehend teilnahmslos.

### Ostgiebel
Die Darstellung in diesem Giebel folgt bereits dem Stil der Frühklassik.
In der Mitte steht ebenfalls Athena, die aber nach links im Ausfallschritt bereits deutlicher in das Geschehen eingreift. Zudem sind die Einzelpersonen echter dargestellt: Die Figuren in den äußeren Zwickeln des Giebels haben kein sogenanntes archaisches Lächeln mehr auf dem Gesicht, sondern es ist ihnen „ernst“ mit dem Sterben. Auch ist die gesamte dargestellte Handlung über die Mitte hinweg miteinander verzahnt: Die Bogenschützen zielen über die Mittelachse hinweg und treffen die im Giebelzwickel liegenden Personen.
Identifiziert werden kann Herakles aufgrund seiner Tracht: er trägt als Helm den oberen Teil des Kopfes eines Löwen (des sogenannten kithaironischen Löwen, den er im Kampf besiegte). Das Löwenfell fehlt in der Darstellung, was darauf zurückgeführt werden kann, dass Herakles hier im Kampfesgeschehen dargestellt wird: Herakles als Krieger.
Die weiteren Figuren können durch die Überlieferung erschlossen werden: im linken Giebeleck – als Sterbender dargestellt – kann Laomedon identifiziert werden, da Herakles ihn im ersten Kampf um Troja mit einem Pfeil tödlich verletzte und somit maßgeblich dazu beitrug, dass dieser Kampf zugunsten der Griechen beendet werden konnte.
Athena hält drohend die Aigis nach links. Daraus kann geschlossen werden, dass es sich bei der bedrohten Person um einen Feind der Aegineten, also der Griechen handelt. Da es sich offensichtlich in der gesamten Giebeldarstellung um geschichtlich oder mythisch wesentliche Personen handelt, ist hier wahrscheinlich Priamos, der König Trojas, dargestellt.

## Polychromie des Tempels
Architektur und Figurenschmuck des Tempels waren in der Antike farbig gefasst (Polychromie), davon ist jedoch heute kaum noch etwas sichtbar.
Bereits im Jahre 1811 zeichneten der Entdecker der äginetischen Giebelskulpturen Carl Haller von Hallerstein und sein Begleiter Charles Robert Cockerell die ersten Skizzen mit Farbangaben auf. Der Bericht, den Haller an den bayerischen Kronprinzen Ludwig verfasste, und einzelne Architekturteile, die mit den Ägineten nach München gekommen waren, sind eindeutige Beweise für die Farbigkeit des Tempels.
Johann Martin von Wagner, Kunstagent von Ludwig, schlug dem Kronprinzen 1816 vor, Farbmodelle des Tempels auszustellen. Leo von Klenze und sein Mitarbeiter Joseph Daniel Ohlmüller waren für die Umsetzung zuständig. Jedoch war die Begeisterung nicht so groß wie erwartet. Das kolorierte Gipsrelief erschien etwas bunt und schwerfällig. Die Bedeutung dieses Farbreliefs sprach sich herum und daher schickte der französische Architekt Guillaume-Abel Blouet (1795–1853) seinen Mitarbeiter Pierre Félix Trézel 1829 nach München, um die Aufzeichnungen über den Tempel zu vervollständigen. Im Jahre 1846 kam es zu einer weiteren Farbrekonstruktion von Jakob Ignaz Hittorff. Er selbst hatte den Tempel nie gesehen und seine Rekonstruktion basierte hauptsächlich auf den Arbeiten von Klenze und Blouet. Erst 1860 publizierte Cockerell seine Farbrekonstruktionen des Tempels in handkolorierten Blättern. Diese sind „nach Befund“ ausgeführt.
Der französische Architekt Charles Garnier, der im Jahre 1848 den Grand Prix de Rome gewann, musste als Preisträger ein bedeutendes antikes Bauwerk vermessen und eine vollständige Rekonstruktion ausarbeiten. Er wählte für diese Aufgabe den Aphaia-Tempel von Äigina. Garnier bekam großes Lob, jedoch nicht von Hittorff, der auch ein Jury-Mitglied der Pariser Kunstakademie war. Dieser beschuldigte ihn bizarrer Erfindungen, komplizierter Formen und einer gewissen Etruskomanie. Zunächst publizierte Garnier 1854 drei seiner gezeichneten Bestandsaufnahmen in der Revue archéologique, seine vollständigen Zeichnungen und Rekonstruktionen erschienen erst 1884. Die Beschreibungen sind sehr detailliert und es geht genau hervor, was tatsächlich so gesehen worden ist und was aus Rückgriff auf Analogien entstanden ist.

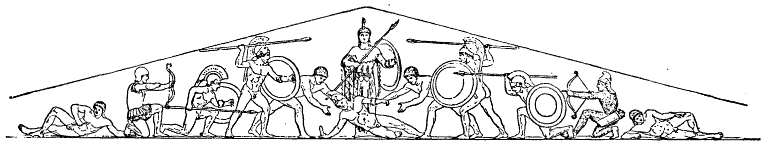
Rekonstruktionszeichnung des Ostgiebels, 1907

Von Ernst Fiechter, der 1901 bei der Grabung von Adolf Furtwängler dabei war, stammt die bis heute gültige Farbrekonstruktion des Aphaia-Tempels. Untersuchungen während der Grabungen von Dieter Ohly haben die Farbrekonstruktionen von Fiechter bestätigt.

## Polychromie der Giebelskulpturen
Bereits zu dieser Zeit stand eine Farbigkeit der Figuren außer Frage. Cockerell und Haller von Hallerstein dokumentierten die Farbreste auf den Skulpturen. Vor allem das Rot an den Helmbüschen, für Verwundungen, auf dem Giebelboden und den Plinthen, auf welchen die Figuren verankert waren, fiel auf. Aber auch blaue Farbreste an Helmen und an der Giebelrückwand waren feststellbar.
Im Bericht 1817 von Johann Martin von Wagner wird die farbige Gestaltung der Skulpturen bereits erwähnt. Die von Blouet 1838 veröffentlichte Farbrekonstruktion des Giebels war bis auf das Gewand des Bogenschützen aus dem Westgiebel eher zurückhaltend, wohingegen die von Hittorff (1846) schon um einiges farbenfroher war. Die Haare der Krieger wurden rot, die Helme und Schilde blau, ockergelb und rot; und der Reliefgrund wurde als blaue Fläche wiedergegeben. Cockerell veröffentlichte seine kolorierten Drucke mit in zartem Ockergelb und Rot getönten Helmen und Schilden. Bei der von Garnier publizierten Rekonstruktion sind die nackten Körper der Krieger bräunlich getönt und das Gewand des Bogenschützen mit einem Schuppenmuster überzogen.
Die erste umfassende wissenschaftliche Publikation des Aphaia-Tempels stammt von Adolf Furtwängler und ist 1906 erschienen. Die antike Polychromie war ein wichtiger Punkt seiner Arbeit. Seine Giebelfiguren wurden nur mit roter und blauer Farbe versehen, da er diese Farbspuren selbst noch an den Figuren beobachten konnte. Neuere Untersuchungen zur Polychromie der Giebelfiguren erfolgten durch Vinzenz Brinkmann.

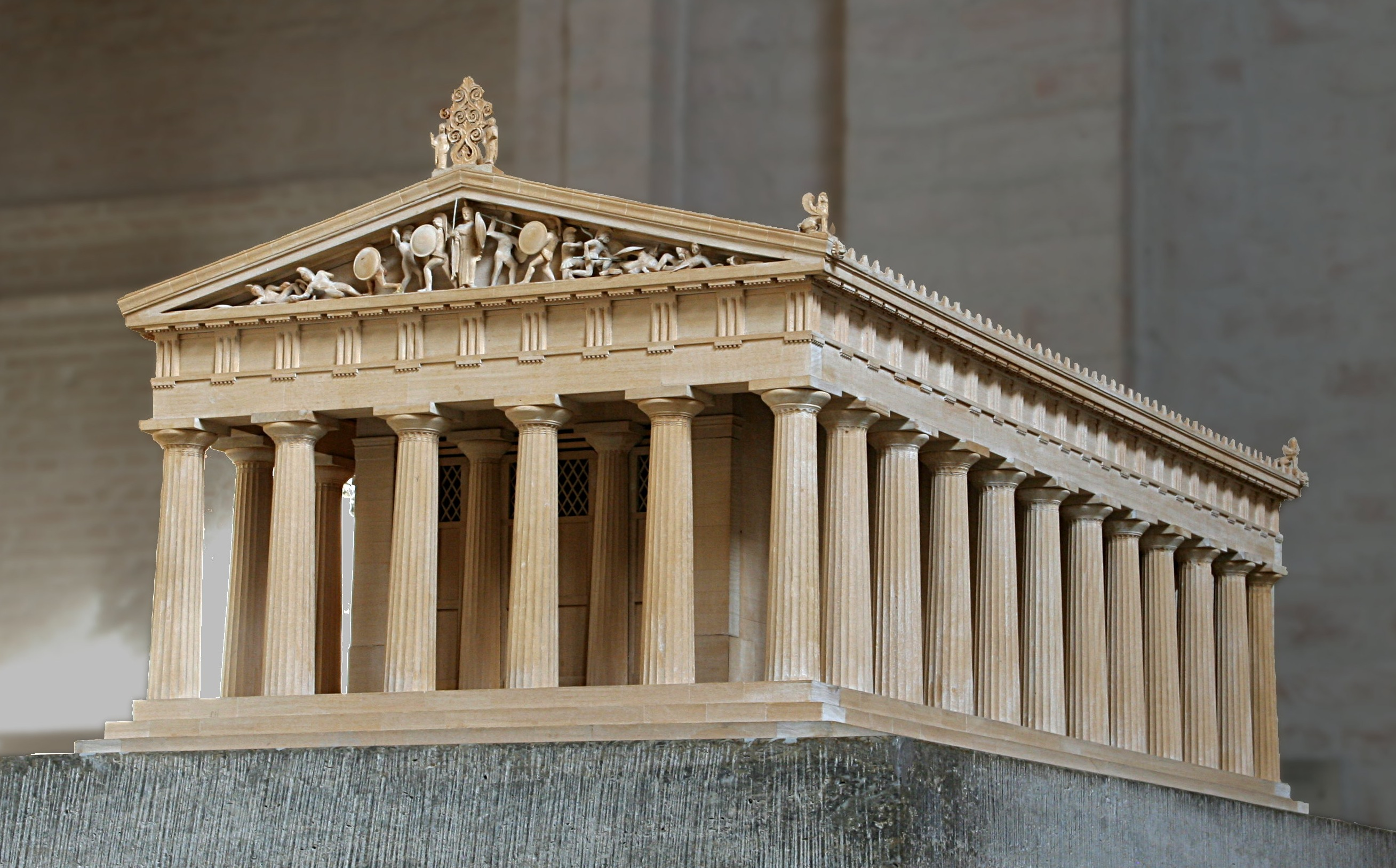
Modell des Tempels in der Glyptothek München

### Der trojanische Bogenschütze aus dem Westgiebel,Paris

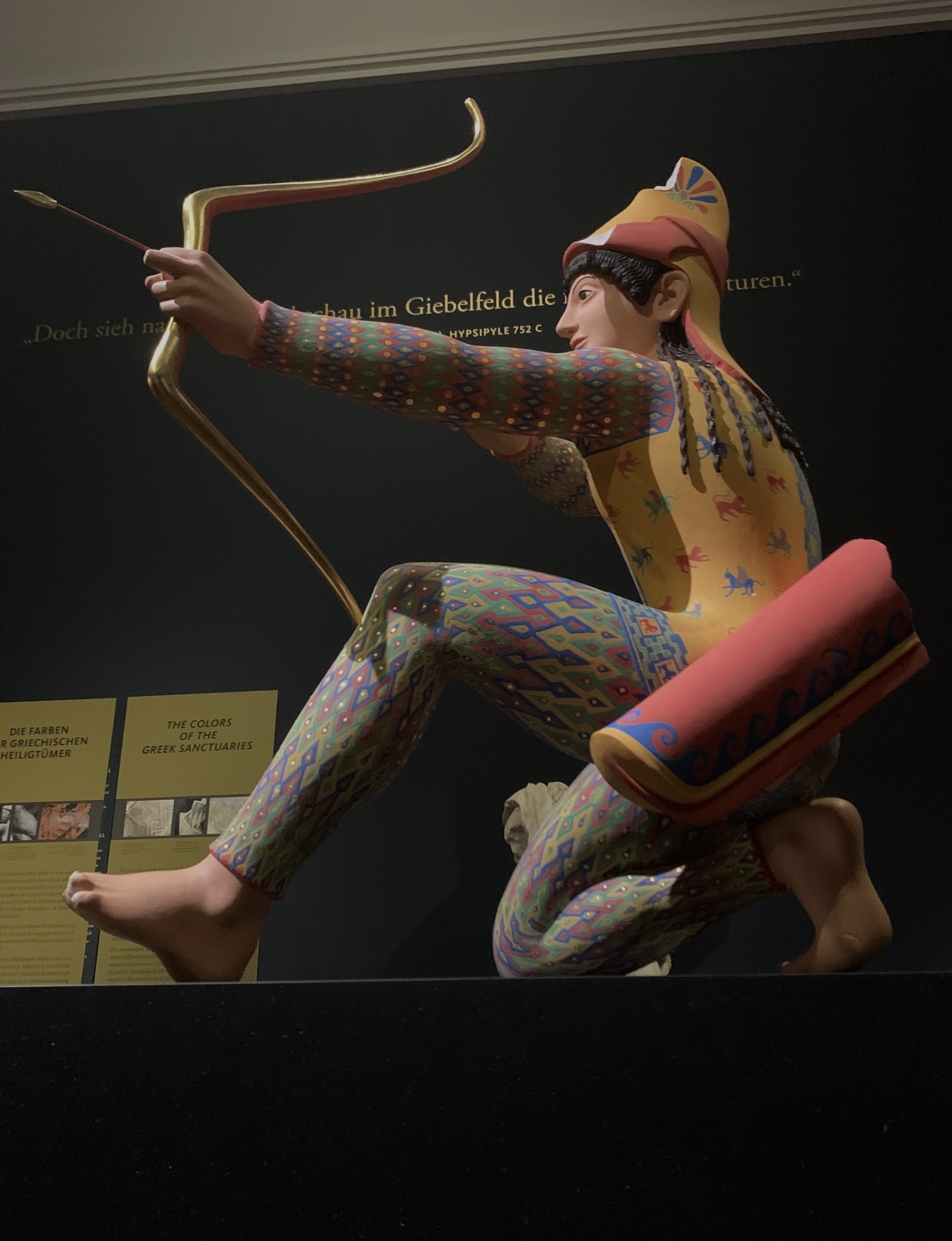
Experimentelle Farbrekonstruktion des Bogenschützen aus dem Westgiebel, Variante C, Liebieghaus Frankfurt 2021

Bis auf kleinere Beschädigungen an den Füßen und im Gesicht ist die Figur nahezu vollständig erhalten. Er trägt eng anliegende Hosen aus einem festen Material, das mit einem deutlichen Wulst um die Knöchel abschließt. Trotz dieser Hose ist Muskulatur an den Beinen zu erkennen. Außerdem trägt er eine Jacke und auf dem Kopf eine skythische Mütze.
Die Oberfläche wurde bei näheren Untersuchungen mit Streiflicht beleuchtet und so kam die Struktur der Kleidung deutlich hervor: Der Oberkörper ist mit einer ärmellosen Weste bedeckt, unter der sich eine Art „Pullover“ befindet, dessen Ärmel in ihrer ganzen Fläche von einem Rautenmuster überzogen ist. Auf der Mütze sind rote Farbreste gefunden worden und eine siebenblättrige Palmette über einer Doppelvolute ist zu erkennen. Auf der Weste befinden sich kleine Tiere (Greif, Löwe), die sehr detailliert gearbeitet sind.
Für das aufwendig verzierte Hosenornament war eine weitere Untersuchung notwendig, die UV-Reflektographie. Die Grundform ist ein Zickzackband, das nach oben und unten in rautenförmig ausgezogenen Enden ausläuft. Bei der Rekonstruktion dieses Musters kamen einige Probleme auf. Die Abstände der Spitzen mussten genau berechnet und vermessen werden, um das Zickzackband gleichmäßig und ohne Naht um das Bein zu führen. Auf Grund von einigen Versuchen ist deutlich geworden, dass bereits der antike Künstler ein ganz spezielles Raster als Hilfslinien verwendet hat, bevor die Farbe an der Figur angebracht wurde. Äußerst erstaunlich ist, dass die Rautenmusterung der Bewegung und dem Volumen der Beine angepasst wurde und nicht ein statisches Muster ist.

### Athena aus dem Westgiebel
Auch die stehende Athena, ebenfalls im Westgiebel, wurde mit dem Streiflicht untersucht. Sie trägt ein ebenso reiches Farbenkleid wie der Bogenschütze. Über ihrem langen Chiton liegt die  Ägis und auf ihrem Kopf trägt Athena einen Helm. Die schlangenumsäumte Ägis ist mit über zahlreichen Schuppen – mit einer spitz zulaufenden Mittelrippe – gepanzert. Die Mittelborte des Rockes in bunter Ausgestaltung ist ebenfalls noch zu erkennen.

### Kriegerkopf aus dem Ostgiebel

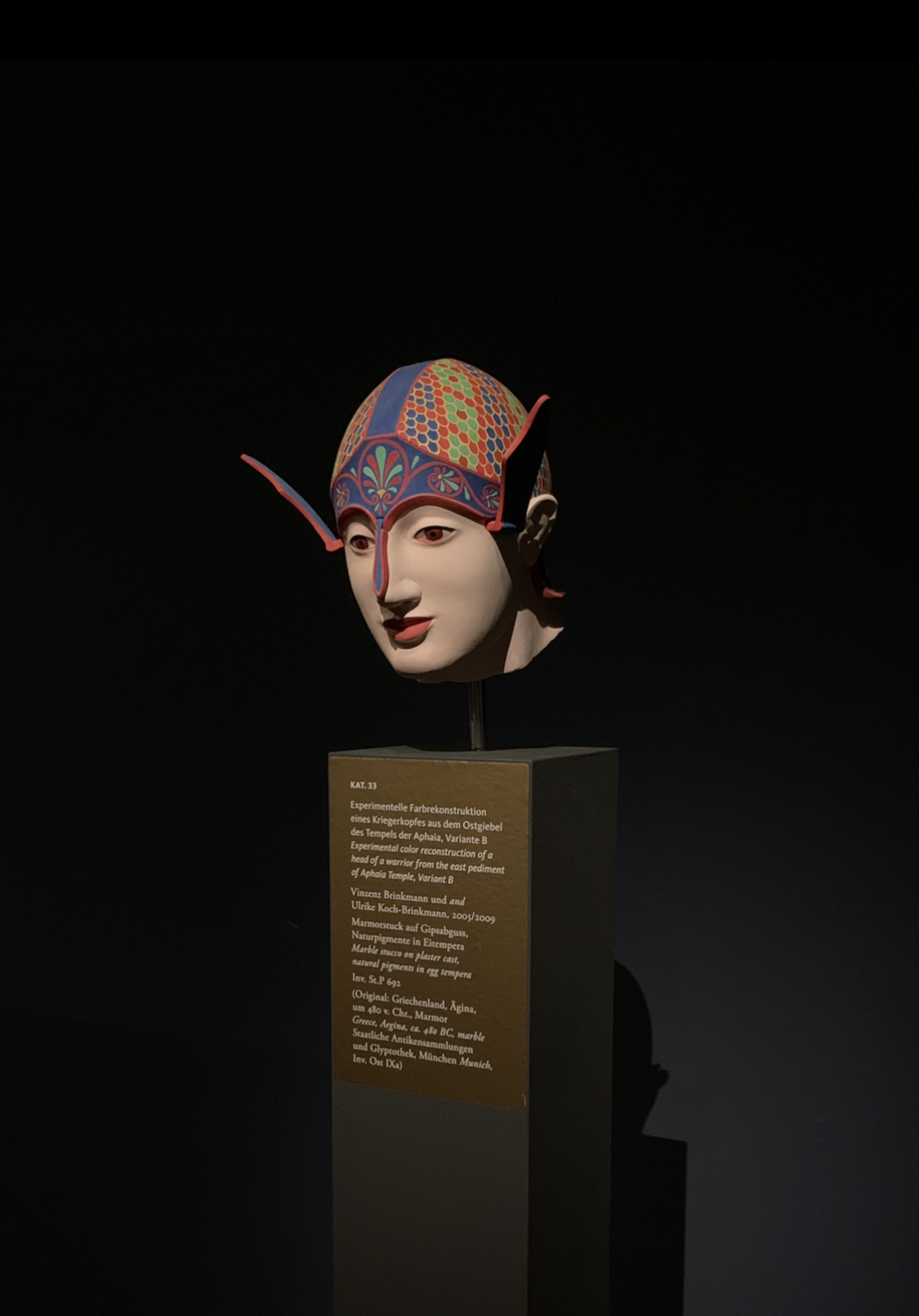
Experimentelle Farbrekonstruktion eines Kriegerkopfes aus dem Ostgiebel, Liebieghaus Frankfurt 2021

Der Ostgiebel ist nicht so gut erhalten und so beschränken sich die Beobachtungen, die sich auf die Polychromie beziehen, auf nur einige Details. Der Krieger, um dessen Kopf es sich hier handelt, senkt sein Haupt leicht nach vorne. Weiters sind nur einige Fragmente und die Füße dieser Figur erhalten. Auf dem Helm sind mit bloßem Auge helle Flecken zu erkennen. Sie bilden ein Rautennetz, das sich beidseitig des breiten Mittelstegs über das Schädeldach zieht. Bereits in den Publikationen von Furtwängler und Ohly wurden in den Abbildungen die Spuren der Bemalung hervorgehoben.
Durch Streif- und UV-Lichtuntersuchungen kam ein flächendeckendes Schuppenmuster zum Vorschein. Auch hier musste das Konstruktionsprinzip wiedergefunden werden, damit eine gleichmäßige Anordnung der Schuppen ermöglicht werden konnte. Die Schuppen der beiden Helmseiten sind spiegelsymmetrisch zueinander angelegt und zum Stirn- und Nackenbereich hin werden sie etwas gedrungener.